# Iota Andromedae
Iota Andromedae (ι And / ι Andromedae) è una stella bianco-azzurra nella sequenza principale di magnitudine 4,3 situata nella costellazione di Andromeda. Dista 503 anni luce dal sistema solare.

## Osservazione
Si tratta di una stella situata nell'emisfero celeste boreale. La sua posizione moderatamente boreale fa sì che questa stella sia osservabile specialmente dall'emisfero nord, in cui si mostra alta nel cielo nella fascia temperata; dall'emisfero australe la sua osservazione risulta invece più penalizzata, specialmente al di fuori della sua fascia tropicale. La sua magnitudine pari a 4,3 fa sì che possa essere scorta solo con un cielo sufficientemente libero dagli effetti dell'inquinamento luminoso.
Il periodo migliore per la sua osservazione nel cielo serale ricade nei mesi compresi fra fine agosto e dicembre; nell'emisfero nord è visibile anche fino alla metà dell'inverno, grazie alla declinazione boreale della stella, mentre nell'emisfero sud può essere osservata limitatamente durante i mesi della primavera australe.

## Caratteristiche fisiche
La stella è una bianco-azzurra nella sequenza principale, con una massa 4 volte quella del Sole e un raggio 6,3 volte superiore; possiede una magnitudine assoluta di -1,64 e la sua velocità radiale negativa indica che la stella si sta avvicinando al sistema solare.